# Друзья (4-й сезон)
Четвёртый сезон американского телесериала «Друзья», премьера которого состоялась на канале NBC 25 сентября 1997 года, а заключительная серия вышла 7 мая 1998 года, состоит из 24-х эпизодов.

## Сюжет
Росс разрывает с Бонни и вновь сходится с Рэйчел. Однако та требует, чтобы Росс взял на себя ответственность за их прошлый разрыв и все неудачи. Росс не согласен, и это в итоге приводит к окончательному разрыву их отношений.
Фиби выясняет, что её тёзка — на самом деле её настоящая, биологическая мать. Брат Фиби, Фрэнк-младший, женится на преподавательнице домашнего хозяйства Элис. Однако пара не может иметь детей и обращается за помощью к Фиби. Та соглашается выносить им ребёнка, но в результате выясняется, что она ждёт тройню.
Джоуи заводит роман со своей коллегой, актрисой Кэйти. Однако Чендлер тоже влюбляется в неё, и они с Джоуи сильно ссорятся. Но в итоге Джоуи, видя, что те на самом деле влюблены, прощает его. Позже Чендлер узнаёт, что Кэйти спит с другим актёром из её спектакля, и разрывает с ней отношения.
Моника и Рэйчел проигрывают в игре Джоуи и Чендлеру и вынуждены поменяться с ними квартирами. Позже они пытаются отыграться, но безуспешно. Поэтому, пока Джоуи и Чендлер отсутствуют, они вновь занимают свою квартиру. В качестве откупа Моника и Рэйчел минуту целуются на глазах у Чендлера и Джоуи.
Росс знакомится с англичанкой Эмили. У них начинается бурный роман, и в результате через шесть недель после знакомства они решают пожениться. Свадьба должна пройти в Лондоне, и туда отправляются все друзья, кроме Фиби (беременность которой не позволяет ей летать на самолёте) и Рэйчел (которая не хочет присутствовать на свадьбе из-за сохранившихся чувств к Россу).
Во время знакомства с родственниками невесты какой-то мужчина принимает Монику за мать Росса, чем очень её расстраивает. Чендлер утешает её, и в итоге они проводят вместе ночь.
Рэйчел отправляется в Лондон, чтобы признаться Россу в любви, но, прибыв на место, отказывается от этой мысли. Во время церемонии Росс у алтаря называет имя «Рэйчел» вместо «Эмили».

## В ролях
- Дженнифер Энистон — Рэйчел Грин
- Кортни Кокс — Моника Геллер
- Лиза Кудроу — Фиби Буффе
- Мэтт Леблан — Джоуи Триббиани
- Мэттью Перри — Чендлер Бинг
- Дэвид Швиммер — Росс Геллер

## Эпизоды
| № общий | № в сезоне | Название                                                                           | Режиссёр            | Автор сценария                                                                                  | Дата премьеры    | Зрители в США (млн) |
| --- | ---------- | ---------------------------------------------------------------------------------- | ------------------- | ----------------------------------------------------------------------------------------------- | ---------------- | ------------------- |
| 74 | 1          | «The One with the Jellyfish» «Эпизод с медузой»                                    | Шелли Дженсен       | Уил Кэлхун                                                                                      | 25 сентября 1997 | 29.4                |
| Моника, Чендлер и Джоуи отдыхают на пляже. Монику жалит медуза, чтобы снять боль, необходимо пописать на ожог… Ребята пытаются забыть о происшедшем. Рэйчел пишет 18-страничное (с обеих сторон листа, мелким почерком) письмо Россу и просит его решить, принимает ли он пункты, прописанные там. Росс уснул за прочтением, но так как до сих пор любит Рэйчел, соглашается со всем. В итоге они с Рэйчел опять (теперь уже окончательно) ссорятся. Фиби трудно принято то, что все скрывали от нее правду о родителях. |            |                                                                                    |                     |                                                                                                 |                  |                     |
| 75 | 2          | «The One with the Cat» «Эпизод с кошкой»                                           | Шелли Дженсен       | Джилл Кондон и Эми Тумин                                                                        | 2 октября 1997   | 25.5                |
| Фиби находит бездомную кошку и думает, что в неё вселился дух матери, воспитавшей её. Моника встречается с бывшим одноклассником — Чипом, с которым ещё в школе встречалась Рэйчел, однако парень так и остался «школьником». Чендлер хочет продать стеллаж Джоуи. Чтобы доказать его вместимость одному из покупателей, Джоуи оказывается запертым в шкафу. В итоге, квартиру парней грабят. В финале серии на черном фоне виднеется надпись "Посвящается памяти Дороти Кауффман". Дороти — мама Марты Кауффман. |            |                                                                                    |                     |                                                                                                 |                  |                     |
| 76 | 3          | «The One with the Cuffs» «Эпизод с наручниками»                                    | Питер Бонерц        | Сет Курланд                                                                                     | 9 октября 1997   | 24.0                |
| Чендлер и Джоанна вновь встречаются, и их игры приводят к тому, что Чендлер оказывается прикован наручниками в её офисе. Моника готовит для вечеринки в доме её матери и случайно запекает накладной ноготь в одном из пирогов, что даёт повод матери снова придраться к Монике. А Джоуи покупает у торгового агента энциклопедию, том про слова на букву «В». |            |                                                                                    |                     |                                                                                                 |                  |                     |
| 77 | 4          | «The One with the Ballroom Dancing» «Эпизод с танцем для бала»                     | Гэйл Манкусо        | Тед Коэн и Эндрю Рейх                                                                           | 16 октября 1997  | 24.3                |
| Чтобы сохранить квартиру Моники и Рэйчел, Джоуи вынужден заниматься бальными танцами с мистером Триггером-управляющим дома. Чендлер хочет отказаться от членства в спортивном клубе, но это не так то просто, ему помогает Росс. Однако, и он оказывается членом клуба. В итоге, ребята хотят отказаться от счета в банке, что тоже не просто. Фиби влюбляется в своего клиента на массаже, что противоречит правилам салона. В конце концов, она теряет работу. |            |                                                                                    |                     |                                                                                                 |                  |                     |
| 78 | 5          | «The One with Joey's New Girlfriend» «Эпизод с новой подругой Джоуи»               | Гэйл Манкусо        | Грегори Малинс и Майкл Кёртис                                                                   | 30 октября 1997  | 24.4                |
| Чендлер понимает, что влюблён в новую подругу Джо, Кэйти (Пэйджет Брюстер). Фиби простужается, и её голос становится очень сексуальным. Когда Фиби выздоравливает, она пытается заболеть снова, чтобы вернуть сексуальный голос. С этой целью она использует больную Монику и Гантера. Росс и Рэйчел назло друг другу заводят романы. Оба романа оказываются неудачными: парень (студент колледжа) Рэйчел ворует у неё, а девушка Росса использует его как няньку для своего ребёнка. |            |                                                                                    |                     |                                                                                                 |                  |                     |
| 79 | 6          | «The One with the Dirty Girl» «Эпизод с девушкой-грязнулей»                        | Шелли Дженсен       | Шана Голдберг-Миэн и Скотт Силвери                                                              | 6 ноября 1997    | 25.7                |
| Новая подруга Росса — коллега Шерил (Ребекка Ромейн) хороша всем, но её квартира — настоящая свалка. Чендлер покупает Кэйти подарок на день рождения — её любимую детскую книгу («Плюшевый кролик»). Джоуи собирается подарить ей ручку с часами, но под напором ребят понимает, что подарок не подходит. Опаздывая по делам, он просит Чендлера найти для Кейти подходящий подарок. Чендлер отдаёт книгу Джоуи, чтобы её подарил он. Моника получает заказ на обслуживание похорон, но у неё нет денег. Фиби даёт ей денег в долг. В результате Моника и Фиби решают основать своё дело по обслуживанию различных мероприятий. |            |                                                                                    |                     |                                                                                                 |                  |                     |
| 80 | 7          | «The One Where Chandler Crosses the Line» «Эпизод, где Чендлер пересекает черту»   | Кевин С. Брайт      | Адам Чейз                                                                                       | 13 ноября 1997   | 26.4                |
| Чендлер целует Кэйти — и встаёт перед выбором между девушкой, в которую влюблён, и лучшим другом. Росс вспоминает, что когда-то играл на синтезаторе. В отличие от остальных, Фиби считает его игру отличной и отказывается выступать после него, обосновывая тем, «что это все равно, что обезьянке выступать после Битлз». |            |                                                                                    |                     |                                                                                                 |                  |                     |
| 81 | 8          | «The One with Chandler in a Box» «Эпизод с Чендлером в ящике»                      | Питер Бонерц        | Майкл Борков                                                                                    | 20 ноября 1997   | 26.8                |
| Выпуск посвящён Дню благодарения. Чендлер ссорится с Джоуи и пытается загладить свою вину. Моника повреждает глаз и отправляется к окулисту. Им оказывается сын Ричарда (Майкл Вартан). Моника решает пригласить его на вечеринку в честь Дня благодарения, в итоге, все сходятся во мнении, что это выглядит нездорово. Выясняется, что Рэйчел обменивает все подарки. Чендлер в качестве наказания за поцелуй с Кэйти сидит весь вечер в ящике. Вечером приходит Кэйти и прощается с Чендлером. Джоу прощает друга и тот бежит за Кэйти. |            |                                                                                    |                     |                                                                                                 |                  |                     |
| 82 | 9          | «The One Where They're Going to Party!» «Эпизод, где они идут на вечеринку!»       | Питер Бонерц        | Тед Коэн и Эндрю Рейх                                                                           | 11 декабря 1997  | 23.9                |
| Старый друг Чендлера и Росса и большой заводила по прозвищу «Гэндальф» собирается приехать в Нью-Йорк. Ребята очень ждут этой встречи, но Гэндальф не приезжает. Тогда они вместе с Джоуи решают самим пройтись по всем злачным местам. В итоге, осознают, что слишком стары для подобных мероприятий. Рэйчел хочет получить повышение, но её начальница «вставляет палки в колеса». Моника находит новую работу, что расстраивает Фиби, так как их бизнес начинает развиваться. |            |                                                                                    |                     |                                                                                                 |                  |                     |
| 83 | 10         | «The One with the Girl from Poughkeepsie» «Эпизод с девушкой из Пукипси»           | Гэри Халворсон      | Скотт Силвери                                                                                   | 18 декабря 1997  | 23.2                |
| Выпуск посвящён Рождеству. Росс не может решить, хочет ли он встречаться с девушкой, которая живёт в двух с половиной часах езды от его дома, в Покипси, либо с девушкой, которая живёт в центре города, но скучна в общении. В итоге, засыпает в поезде и знакомится ещё с одной привлекательной женщиной из Монреаля. Фиби пытается написать идеальную рождественскую песню. Чендлер ищет кавалеров для Рэйчел среди своих коллег. При этом, он упомянул, что Рэйчел не ищет серьезных отношений. Моника пытается поставить зловредных подчиненных на место, на помощь приходит Джоуи, который взял псевдоним для работы — Дракон. |            |                                                                                    |                     |                                                                                                 |                  |                     |
| 84 | 11         | «The One with Phoebe's Uterus» «Эпизод с маткой Фиби»                              | Дэвид Стейнберг     | Сет Курланд                                                                                     | 8 января 1998    | 23.7                |
| Фиби должна принять решение о том, что ответить на просьбу своего брата Фрэнка-младшего и его супруги: пара не может иметь детей и просит Фиби стать суррогатной матерью. Она просит совета у своей биологической матери, та дает ей щенка на время, чтобы Фиби поняла как тяжело будет расстаться с малышом после его рождения. Росс устраивает Джоуи экскурсоводом в музей, где действует строгое разграничение между работниками науки и другими сотрудниками. Моника учит Чендлера эрогенным зонам женщин (7 точек), что впоследствии очень радует Кэйти. |            |                                                                                    |                     |                                                                                                 |                  |                     |
| 85 | 12         | «The One with the Embryos» «Эпизод с эмбрионами»                                   | Кевин С. Брайт      | Джилл Кондон и Эми Тумин                                                                        | 15 января 1998   | 27.1                |
| Дом будят крики петуха, которым оказалась Цыпа. Джоуи и Чендлер говорят, что знают Монику и Рэйчел лучше, чем они знают их. Ребята заключают пари и играют в игру, которую готовит Росс. В игре много подробностей про жизнь ребят. Ставки повышаются (избавится от птиц при проигрыше парней или поменяться квартирами при проигрыше девушек), в итоге девушки проигрывают пари и им приходится меняться квартирами. Фиби узнаёт, что беременна. На момент съемок Лиза Кудроу была беременна по-настоящему, поэтому сценаристы ввели сюжетную линию с беременностью Фиби. В 2009 году TV Guide поместил эпизод на двадцать первое место в рейтинге «100 величайших эпизодов» |            |                                                                                    |                     |                                                                                                 |                  |                     |
| 86 | 13         | «The One with Rachel's Crush» «Эпизод с влюблённостью Рэйчел»                      | Дана Девалли Пиацца | Шана Голдберг-Миэн                                                                              | 29 января 1998   | 25.3                |
| После обмена квартирами, гостеприимными хозяевами с набитым холодильником приходится быть Джоуи. Росс и Чендлер смотрят пьесу Кэйти, где она занимается сексом на сцене. Чендлер разрывает с Кэйти, думая, что она реально спит с коллегой. Когда он приходит мириться, оказывается, что Кэйти только что переспала с тем парнем (аналогия на измену Росса в 3 сезоне — «у нас был разрыв!»). Рэйчел влюбляется в одного из своих клиентов, Джошуа. В данном эпизоде Джоуи впервые произносит свою коронную фразу — «Как поживаешь?» (англ. How you doing?) |            |                                                                                    |                     |                                                                                                 |                  |                     |
| 87 | 14         | «The One with Joey's Dirty Day» «Эпизод с грязным днём Джоуи»                      | Питер Бонерц        | Уил Кэлхун                                                                                      | 5 февраля 1998   | 25.1                |
| Джоуи должен идти на пробы фильма с участием Чарлтона Хестона, но после рыбалки с отцом от него отвратительно пахнет. Рэйчел знакомит Росса с родственницей своего начальника, англичанкой-Эмили (Хэлен Баксендейл), так как сама хочет пойти в клуб с Джошуа. Чендлер страдает от разрыва с Кэйти: он носит обвисшие треники, не выходит из дома и сидит в своем кресле. Девушки пытаются его развеселить — ведут его в стрип-клуб. |            |                                                                                    |                     |                                                                                                 |                  |                     |
| 88 | 15         | «The One with All the Rugby» «Эпизод с регби»                                      | Джеймс Берроуз      | Сюжет : Тед Коэн и Эндрю Рейх Телесценарий : Уил Кэлхун                                         | 26 февраля 1998  | 24.4                |
| Росс хочет впечатлить Эмили и играет в регби с её английскими друзьями. Чендлер вновь встречается с Дженис и, чтобы порвать с ней окончательно, говорит ей, что уезжает в Йемен. Моника пытается разгадать тайну выключателя в бывшей квартире парней. |            |                                                                                    |                     |                                                                                                 |                  |                     |
| 89 | 16         | «The One with the Fake Party» «Эпизод с ложной вечеринкой»                         | Майкл Лембек        | Сюжет : Алисия Скай Варинаитис Телесценарий : Скотт Силвери и Шана Голдберг-Миэн                | 19 марта 1998    | 23.1                |
| Рэйчел хочет встретиться с Джошуа вне работы и устраивает ненастоящую вечеринку для Эмили, которая возвращается в Лондон. Из-за беременности вегетарианка Фиби хочет мяса. Росс не хочет, чтобы Эмили уезжала. Ребята играют в бутылочку и когда настает момент Рэйчел поцеловать Джошуа, ребёнок Фиби толкается в первый раз. |            |                                                                                    |                     |                                                                                                 |                  |                     |
| 90 | 17         | «The One with the Free Porn» «Эпизод с бесплатным порно»                           | Майкл Лембек        | Сюжет : Марк Кунерт Телесценарий : Ричард Гудман                                                | 26 марта 1998    | 23.2                |
| Чендлер и Джоуи обнаруживают в своём телевизоре бесплатный эротический канал и боятся переключить канал или выключить телевизор, так как не знают как включить обратно. Росс признаётся в своих чувствах к Эмили, а она в ответ говорит: «Спасибо». Фиби узнаёт, что у неё будет тройня. |            |                                                                                    |                     |                                                                                                 |                  |                     |
| 91 | 18         | «The One with Rachel's New Dress» «Эпизод с новым платьем Рэйчел»                  | Гэйл Манкусо        | Сюжет : Эндрю Рейх и Тед Коэн Телесценарий : Джилл Кондон и Эми Тумин                           | 2 апреля 1998    | 21.7                |
| У Рэйчел и Джошуа ужин при свечах, но оказывается, Джошуа боится домашнюю птицу (Цыпу и Утю), после чего им приходится поехать в дом родителей Джошуа. Для пикантного вечера Рэйчел надевает сексуальную комбинацию, но в этот момент возвращаются родители Джошуа. Фиби выбирает имя для одного из своих будущих детей и останавливается на именах Чендлер и Джоуи. Парни ссорятся из-за этого и Чендлер, осознавая, что его имя ужасно, хочет поменять и имя, и фамилию. В этом эпизоде снялся отец Метью Пэрри — Джон Пэрри. Он сыграл отца Джошуа. |            |                                                                                    |                     |                                                                                                 |                  |                     |
| 92 | 19         | «The One with All the Haste» «Эпизод, где все спешат»                              | Кевин С. Брайт      | Скотт Силвери и Уил Кэлхун                                                                      | 9 апреля 1998    | 21.8                |
| Моника и Рэйчел пытаются вернуть свою квартиру обратно, но опять проигрывают. Пока Чендлер и Джоуи развлекаются на стадионе, Моника и Рэйчел переставляют мебель в квартирах как раньше. Окончательно спор решается, когда девчонки предлагают за это целоваться друг с другом минуту. Росс делает предложение Эмили, и та соглашается. |            |                                                                                    |                     |                                                                                                 |                  |                     |
| 93 | 20         | «The One with All the Wedding Dresses» «Эпизод со свадебными платьями»             | Гэйл Манкусо        | Сюжет : Адам Чейз Телесценарий : Грегори Малинс и Майкл Кёртис                                  | 16 апреля 1998   | 21.9                |
| Росс просит Монику забрать свадебное платье Эмили. Моника увлекается и решает его примерить. Чендлер устал от храпа Джоуи и отправляет его в клинику сна, где знакомится с симпатичной девушкой — Марджери. Рэйчел слишком спешит с Джошуа и отпугивает его, предлагая пожениться. Девушки решают расслабиться: пьют пиво перед телевизором в свадебных платьях. К Рэйчел приходит Джошуа, решивший помириться, но она встречает его в свадебном платье, отпугивая тем самым его навсегда. |            |                                                                                    |                     |                                                                                                 |                  |                     |
| 94 | 21         | «The One with the Invitation» «Эпизод с приглашениями»                             | Питер Бонерц        | Сет Курланд                                                                                     | 23 апреля 1998   | 21.5                |
| Росс и Эмили рассылают приглашения на свадьбу. Эмили не желает приглашать Рэйчел, но Росс всё равно делает это. Рэйчел и Росс вспоминают своё прошлое. Рэйчел решает не ехать на свадьбу. |            |                                                                                    |                     |                                                                                                 |                  |                     |
| 95 | 22         | «The One with the Worst Best Man Ever» «Эпизод с самым плохим шафером всех времён» | Питер Бонерц        | Сюжет : Сет Курланд Телесценарий : Грегори Малинс и Майкл Кёртис                                | 30 апреля 1998   | 23.2                |
| Росс выбирает Чендлера своим шафером, но потом меняет его на Джоуи. Джоуи закатывает мальчишник со стриптизершей, а затем теряет обручальное кольцо Росса. Ребята думают, что его украла стриптизерша и вызывают её но очную ставку. Позже оказывается, что кольцо проглотила утка. Девушки устраивают вечеринку для будущих детей Фиби, которая проходит не очень удачно. |            |                                                                                    |                     |                                                                                                 |                  |                     |
| 9697 | 2324       | «The One with Ross's Wedding» «Эпизод со свадьбой Росса»                           | Кевин С. Брайт      | Майкл Борков Сюжет : Джилл Кондон и Эми Тумин Телесценарий : Шана Голдберг-Миэн и Скотт Силвери | 7 мая 1998       | 31.6                |
| Все друзья отправляются на свадьбу Росса в Лондон. В Нью-Йорке остаются только Фиби (которой нельзя летать из-за беременности) и Рэйчел (которая принципиально не хочет ехать). Рэйчел понимает, что все ещё любит Росса. Джоуи и Чендлер гуляет по городу, осматривая достопримечательности, в итоге ссорятся. Джоуи знакомится с Сарой, герцогиней Йоркской. Моника, Росс и Эмили обходят церемониальные места и обнаруживают, что церковь для церемонии почти разобрана. Росс и Эмили ссорятся. Рэйчел отправляется в Лондон, чтобы признаться Россу в любви. В самолете она рассказывает своим попутчикам историю их с Россом отношений. На репетиционном вечере знакомятся родители Росса и Эмили. Моника расстраивается на вечеринке, выпивает, её утешает Чэндлер. В итоге, Чендлер и Моника проводят ночь вместе и пытаются это скрыть. Перед свадьбой Рэйчел не решается рассказать Россу о своих чувствах, а просто поздравляет его. Во время церемонии у алтаря Росс произносит имя «Рэйчел» вместо «Эмили». Приглашённая звезда: Хью Лори, в роли соседа Рэйчел в самолете. |            |                                                                                    |                     |                                                                                                 |                  |                     |